# Servicio de Salud Arica
El Servicio de Salud Arica es el servicio de salud correspondiente a la Región de Arica y Parinacota. la cual cubre a las comunas de Arica, Camarones, General Lagos y Putre. Como servicio de salud, es parte del Sistema Nacional de Servicios de Salud, el cual fue creado en 1979. Inicialmente abarcaba solamente la Provincia de Arica y la Provincia de Parinacota, las cuales eran pertenecientes a la Región de Tarapacá, aunque con la creación de la 15° Región, el Servicio de Salud Arica dejó de pertenecer a la región de Tarapacá.
Su oficina principal se encuentra ubicada en la Avenida 18 de septiembre de 1000, en la comuna de Arica.

## Centros de Salud

### Provincia de Arica
| Comuna    | Tipo        | Nombre                        |
| --------- | ----------- | ----------------------------- |
| Arica     | Hospital    | Dr. Juan Noé Crevani          |
| Arica     | CESFAM      | Dr. Amador Neghme             |
| Arica     | CESFAM      | Eugenio Petruccelli Astudillo |
| Arica     | CESFAM      | Iris Véliz Hume               |
| Arica     | CESFAM      | Remigio Sapunar               |
| Arica     | CESFAM      | Víctor Bertín Soto            |
| Arica     | CECOSF      | Cerro La Cruz                 |
| Arica     | CECOSF      | Dr. Miguel Massa              |
| Arica     | CECOSF      | Dr. René García Valenzuela    |
| Arica     | SAPU        | Marco Antonio Carvajal Moreno |
| Arica     | SAR         | Iris Véliz Hume               |
| Arica     | Posta Rural | Poconchile                    |
| Arica     | Posta Rural | San Miguel de Azapa           |
| Arica     | Posta Rural | Sobraya                       |
| Camarones | Posta Rural | Codpa                         |

### Provincia de Parinacota
| Comuna        | Tipo        | Nombre    |
| ------------- | ----------- | --------- |
| General Lagos | Posta Rural | Alcérreca |
| General Lagos | Posta Rural | Visviri   |
| Putre         | CESFAM      | Putre     |
| Putre         | Posta Rural | Belén     |
| Putre         | Posta Rural | Ticnamar  |